# Sormano
Sormano est une commune italienne de moins de 1 000 habitants située dans la province de Côme, dans la région Lombardie, dans le Nord de l'Italie.

## Administration
| Période                                  | Période | Identité | Étiquette | Qualité |
| ---------------------------------------- | ------- | -------- | --------- | ------- |
|                                          |         |          |           |         |
| Les données manquantes sont à compléter. |         |          |           |         |

### Communes limitrophes
Asso, Barni, Bellagio, Caglio, Lasnigo, Magreglio, Nesso, Zelbio

## Sport
Le Mur de Sormano (en italien, Muro di Sormano) est une montée de 2 kilomètres arrivant à 1 105 mètres d'altitude, avec une pente de 15,2 %, connue parmi les passionnés de cyclisme pour son extrême difficulté. Il doit principalement sa notoriété, à l'ascension de sa pente très raide lors de compétitions cyclistes, notamment le Tour de Lombardie. Le Mur fut gravi pour la première fois par les coureurs en 1960, mais il n'est resté dans le parcours de la course que pour trois éditions, jusqu'en 1962, année où Ercole Baldini a établi le record de l'ascension en 9 min 24 s.